# Khaled Al-Karaki
Khaled Abdelaziz Sulaiman Al-Karaki (Al-Adnanya, 1946) è un arabista e politico giordano.
È nato nel 1946 nel villaggio di Al-Adnanya, situato ad Al-Karak, nel sud della Giordania. Khaled Al-Karaki nel 2020 è presidente della Jordan Academy Of Arabic. Sua moglie è la scrittrice Insaf Qala'aji.

## Formazione
Consegue la laurea triennale nel 1969 e successivamente, nel 1977, la magistrale in letteratura araba presso l'Università della Giordania. Nel 1980 ottiene la specializzazione di ricerca in studi orientali presso l'Università di Cambridge.

## Vita professionale
Nella sua carriera professionale ricopre incarichi ai massimi livelli nella società culturale giordana. Dal 1989 al 1991 è Ministro della cultura.

## Onorificenze
Medaglia d'Eccellenza del re Hussein di prima classe.